# La Folie
La Folie — шестой студийный альбом британской рок-группы The Stranglers, записанный в Manor Studios. Альбом вышел на Liberty Records 9 ноября 1981 года и 21 ноября поднялся до #11 в UK Albums Chart.

## История
Принято считать, что после относительной коммерческой неудачи предыдущего альбома The Gospel According to the Meninblack компания EMI уговорила группу сделать более удобоваримый продукт. The Stranglers, назвав альбом «La Folie» («Безумие»), утверждали, что имели в виду «любовь как форму безумия» и считают альбом концептуальным: каждый его трек «исследует тот или иной аспект любви».
«Golden Brown», выпущенный синглом, обеспечил группе коммерческий успех, которого так ждали в EMI, 9 января 1982 года поднявшись до 2-го места в UK Singles Chart и став главным бестселлером группы за всю её историю. Позже появились подозрения, что это — замаскированная «ода» героину; Би-би-си спохватилась слишком поздно, не успев запретить песню на радио (а музыканты отрицали тот факт, что текст песни имеет отношение к наркотикам).
Также синглами из альбома вышли «Let Me Introduce You to the Family» (# 42, 1981) и «La Folie» (# 47, 1982). Последний из них также вызвал споры: речь в нём идет о каннибализме и основан на реальной истории Иссеи Сагавы, японского студента, который «по любви» убил и съел однокурсницу Рене Хартевельт. Первоначально третьим синглом планировался «Tramp»; на выпуске «La Folie» настоял Жан-Жак Бёрнел.
В книге The Stranglers — Song by Song Хью Корнуэлл рассказал о том, что рекорд-компания сократила первоначальное название первого трека «Non Stop Nun» (в сатирическом ключе повествующего о любви монахини к богу), но никто из участников этого вовремя не заметил.

## Список композиций
Слова и музыка всех песен — написаны группой The Stranglers, если не указано иное.
| №  | Название                               | Текст песни  | Длительность |
| -- | -------------------------------------- | ------------ | ------------ |
| 1. | «Non Stop»                             |              | 2:28         |
| 2. | «Everybody Loves You When You’re Dead» |              | 2:42         |
| 3. | «Tramp»                                |              | 3:06         |
| 4. | «Let Me Introduce You to the Family»   | Мезз Меззров | 3:06         |
| 5. | «Ain’t Nothin’ to It»                  |              | 3:58         |
| 6. | «The Man They Love to Hate»            |              | 4:25         |

| №  | Название                                                 | Длительность |
| -- | -------------------------------------------------------- | ------------ |
| 1. | «Pin Up»                                                 | 2:49         |
| 2. | «It Only Takes Two to Tango»                             | 3:40         |
| 3. | «Golden Brown»                                           | 3:30         |
| 4. | «How to Find True Love and Happiness in the Present Day» | 3:08         |
| 5. | «La Folie»                                               | 6:10         |

| №   | Название                                    | Автор(ы)                                                              | Длительность |
| --- | ------------------------------------------- | --------------------------------------------------------------------- | ------------ |
| 12. | «Cruel Garden»                              |                                                                       | 2:14         |
| 13. | «Cocktail Nubiles»                          | The Stranglers, Джонни Ричардс, Кэролин Ли                            | 7:08         |
| 14. | «Vietnamerica»                              |                                                                       | 4:01         |
| 15. | «Love 30»                                   |                                                                       | 3:55         |
| 16. | «You Hold the Key to My Love in Your Hands» |                                                                       | 2:40         |
| 17. | «Strange Little Girl»                       | Джет Блэк, Жан-Жак Бёрнел, Хью Корнуэлл, Дэйв Гринфилд, Ганс Вармлинг | 2:40         |

## Участники записи
Список составлен в соответствии с информацией базы данных Discogs.

| The Stranglers: - Хью Корнуэлл — гитара, вокал - Жан-Жак Бёрнел — бас-гитара, вокал - Дэйв Гринфилд — клавишные, вокал - Джет Блэк — ударные | Технический персонал: - The Stranglers — продюсер - Стив Чёрчярд — продюсер, звукорежиссёр - Тони Висконти — инженер сведения - Джей Пи — арт-директор - Фил Джуд — фотограф (фотография на лицевой стороне обложки) - Ава Кэрриер — фотограф (фотография на задней стороне обложки) - Shoot That Tiger! — разработчик дизайна конверта пластинки |

## Позиции в хит-парадах
Еженедельные чарты:
| Год       | Хит-парад                                  | Высшая позиция | Пребывание в чарте |
| --------- | ------------------------------------------ | -------------- | ------------------ |
| 1981—1982 | Великобритания (UK Albums Chart)           | 11             | 17 недель          |
| 1981—1982 | Нидерланды (Nationale Hitparade LP Top 50) | 13             | 9 недель           |